# Chilpancingo de los Bravo
Chilpancingo (del náhuatl: chilpantzinco ‘lugar de avispa, pequeño avispero’), oficialmente llamada Chilpancingo de los Bravo, es una ciudad mexicana capital del estado de Guerrero. Es la segunda más grande del mismo con una población de 225,728 habitantes,siendo así la  2.ª Zona Metropolitana más poblada del estado con una población de 336,480 habitantes. También es la cabecera del municipio homónimo. Se ubica en la Región Centro del estado y en el Suroeste de México.
Chilpancingo está atravesada por la Carretera Federal 95 (Chilpancingo - Cuernavaca) y la Autopista del Sol que une a la Ciudad de México con Acapulco. Cuenta con el Aeropuerto Nacional de Chilpancingo, que es uno de los cinco aeropuertos en el estado.
En la historia de México, Chilpancingo es de gran importancia porque el Congreso Nacional se reunió en 1813 ahí durante la guerra de la Independencia de México, además de que fue la sede del Congreso de Chilpancingo, primer ejecutivo de la independencia de México, en donde José María Morelos presentó el documento Sentimientos de la Nación. Tuvo gran importancia también durante la Revolución Mexicana, durante la erección del estado y durante el Porfiriato.
En 1853, Chilpancingo fue declarada la capital provisional del estado, debido a una epidemia que azotó a la entonces capital Tixtla. En 1870 Chilpancingo es nuevamente declarada capital por el gobernador Francisco O. Arce, debido a la oposición encabezada por el General Jiménez, quien tenía en su poder la sede oficial del gobierno que en ese entonces era Tixtla. Fue hasta 1871 cuando la legislatura local acuerda el cambio de sede de la capital, de Tixtla a Chilpancingo. En 1872 se convierte en la capital definitiva.

## Elementos representativos

### Toponimia
El nombre Chilpancingo deriva del topónimo náhuatl Chilpantzinco. Sin embargo, la composición y la interpretación de este vocablo es discutida. Por un lado, es seguro que la última sílaba de esta palabra (-co) es un sufijo que crea topónimos y que podría traducirse como 'lugar de'. La sílaba anterior (-tzin-) es un diminutivo reverencial. Sin embargo, hay dos maneras de entender el resto de la palabra. Chilpan quiere decir 'avispa'; así, el topónimo Chilpan-tzin-co podría entenderse como "el lugar de la respetable avispa" o incluso como "el pequeño avispero". Por otro lado, si la palabra proviniera de chilpantli (de chilli, 'chile' pero también'rojo', y pantli 'bandera'), el topónimo chil-pan-tzin-co significaría lugar de banderitas rojas. Otra versión lo traduce como toronjilar.
El complemento de de los Bravo se le agrega en honor a la familia Bravo, fiel participante de la insurgencia suriana en la guerra de independencia de México.

### Escudo
El escudo está constituido por un mapa de América Latina, encubierto por 23 rayos luminosos que parten de la ciudad de Chilpancingo, que representan los Sentimientos de la Nación. El célebre insurgente José María Morelos, conocido como el Rayo del Sur, está representado por un sol rojo. El rayo representa la dominación española que fue erradicada después de la Independencia Nacional. Las ramas de laurel simbolizan la gloria y heroísmo de los habitantes del municipio. Entre el escudo y los laureles, un listón rojo, en cuyos extremos figuran sendas avispas doradas, y al centro, la palabra Chilpancingo.

## Historia
Chilpancingo es una población de origen prehispánico. Existen vestigios arqueológicos que así lo demuestran, como lo son de la cultura olmeca, teotihuacana y otras. Su nombre es otra evidencia del origen prehispánico de Chilpancingo. Chilpanxochitl es el nombre de la flor del Toronjil endémico. También hay evidencias del origen prehispánico en documentos históricos de la época de la conquista. 

### Virreinato
Según la tradición, el 1 de noviembre de 1591 se funda la población de Chilpancingo. Sin embargo se le entregó su fundo legal el 1 de diciembre de 1636 y los títulos de Pueblo y Congregación el 4 de agosto de 1643. Se le señala el común el 2 de enero de 1710 con 600 varas por cada viento y la titulación el 6 de octubre del mismo año, con testimonios presentados ante Don Juan Pérez de la Vega Cancio, Caballero de la Orden de Santiago, Juez privativo. El 6 de junio de 1825, el general Brigadier Nicolás Catalán pide los títulos de Chilpancingo, que le son entregados al día siguiente por Don José Ignacio Negreiros y Soria.
Chilpancingo fue un lugar originariamente indígena, en el que hubo inmigración de criollos, mestizos y, también, de negros y mulatos. Para el siglo XVIII, el área urbana estaba habitada prácticamente por población no indígena. Un alto porcentaje de la misma era denominada parda. Este estudio presenta un panorama de la situación social y económica de esos afrodescendientes chilpancingueños hacia finales del siglo XVIII y principios del XIX, a partir de fuentes documentales como el padrón de población de 1792 y los registros parroquiales del lugar.

### México Independiente

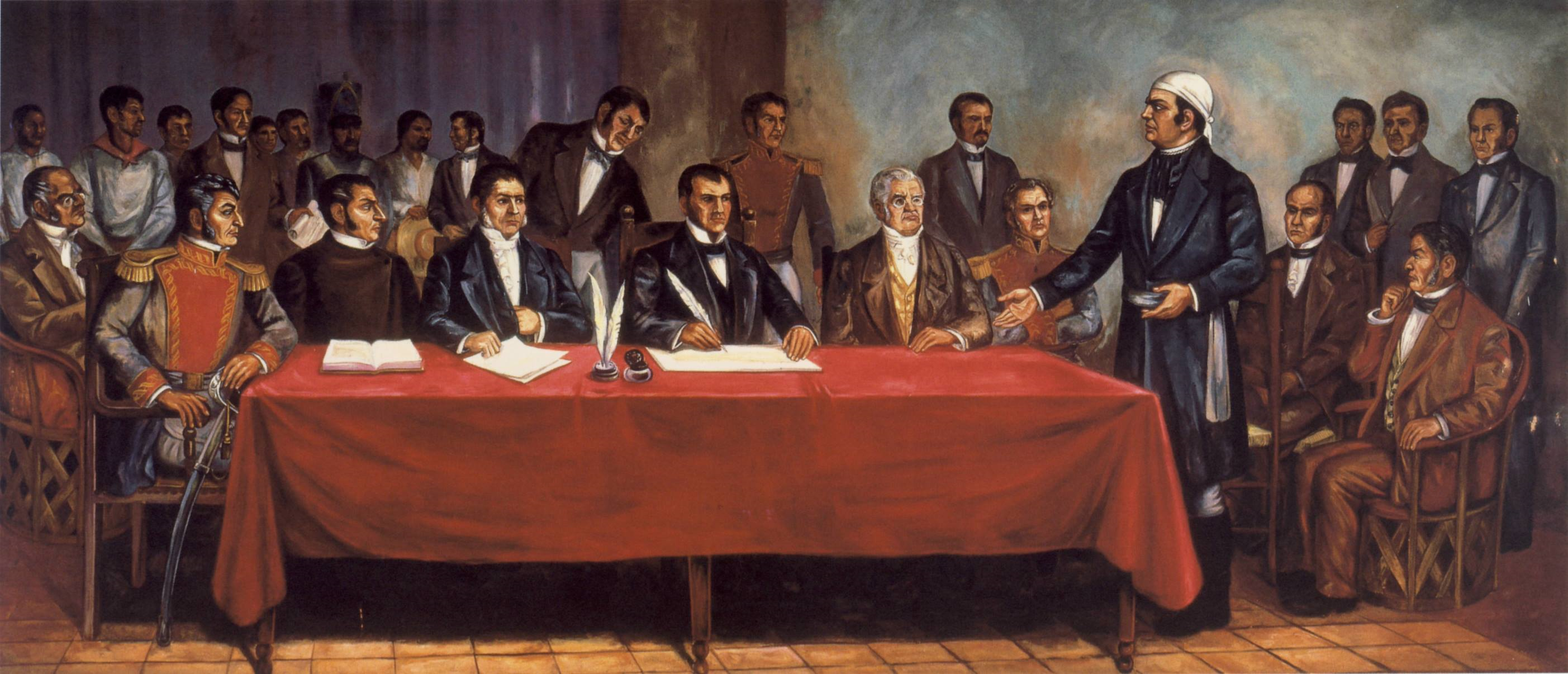
El Congreso de Anáhuac en sesión. En primer plano, de izquierda a derecha aparecen Ignacio López Rayón, José Sixto Verduzco, Andrés Quintana Roo, José María Liceaga, Carlos María de Bustamante y, de pie, José María Morelos y Pavón.

Esta población tomó gran relevancia durante la guerra de independencia de México al ser punto estratégico para insurgentes como José María Morelos y Pavón y los hermanos Bravo. Morelos, al romper un sitio en la ciudad de Acapulco el 13 de abril de 1813, decidió darle marco legal y oficial a la lucha armada dado a los últimos triunfos obtenidos y convoca el 2 de julio a la instalación de un congreso en Chilpancingo, luego de que a ésta se le había otorgado el título de ciudad de Nuestra Señora de la Asunción el 8 de septiembre de 1813.
Debido a esto, para poder ser sede de los trabajos del congreso, Morelos eleva a Chilpancingo a rango de ciudad y la declara primera Capital de la América Septentrional, el 13 de septiembre de 1813, previo a la instalación del congreso.
El congreso se celebró el 13 de septiembre de 1813 en la iglesia de la Asunción (hoy catedral de Santa María de la Asunción) y se tituló oficialmente como Primer Congreso de Anáhuac y en él da a conocer los 23 Sentimientos de la Nación. También sería el lugar donde Morelos decretara la abolición de la esclavitud, la extinción de las castas y la suspensión de tributos el 5 de octubre. Morelos le dio el título de Ciudad de Nuestra Señora de la Asunción, la cual estuvo integrada a la provincia de Tecpan desde que fue creada en 1811 y ampliada en 1813 por el mismo Morelos, siendo sede provisional del poder Ejecutivo de la nueva nación independiente.
Al nacer la población, Chilpancingo estaba integrado por los barrios de San Mateo, San Antonio, San Francisco y Santa Cruz.
En esta villa nacieron Leonardo Bravo, su hijo Nicolás, sus hermanos Miguel, Víctor, Máximo y Casimiro, su sobrino Calixto, su esposa Gertrudis Rueda de Bravo y su cuñada Getrudis Villasa.
También Nicolás Catalán (1780-1838) nació en Chilpancingo.
También es considerado héroe del pueblo José María Morelos pues instaló el Congreso de Chilpancingo y declaró que esta villa sería la primera capital de la «República de América».

### SigloXIX

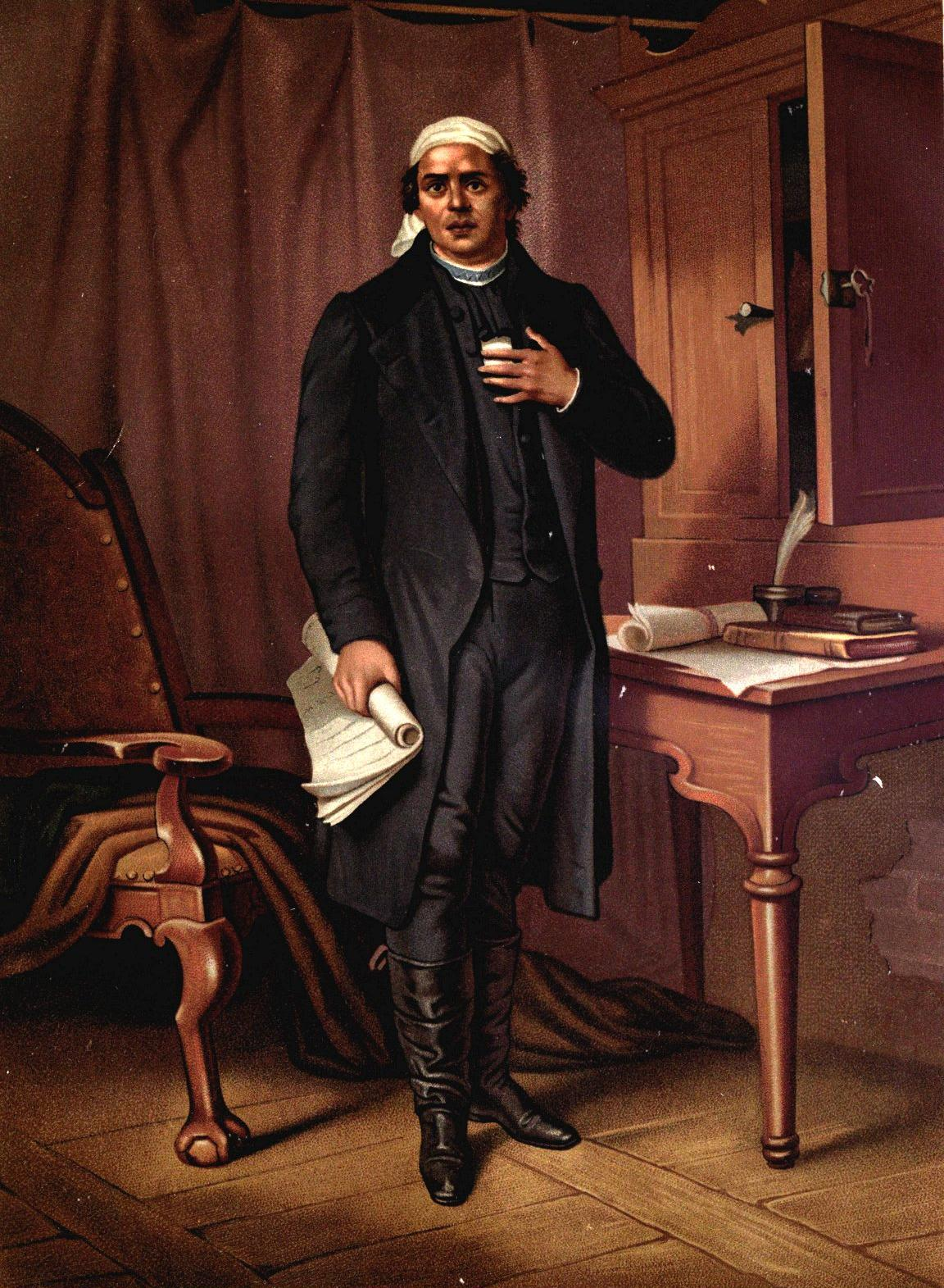
José María Morelos.

Al consumarse la Independencia y crearse por decreto del imperio de Iturbide la Capitanía General del sur, Chilpancingo quedó incluido dentro de su jurisdicción y al establecerse la República federal en 1824, quedó integrado al estado de México, el cual le concedió mediante decreto, el derecho a realizar una feria anual con duración de ocho días, durante el mes de diciembre.
Chilpancingo también sobresalió como el lugar de reunión de los promotores de la creación del Estado de Guerrero en 1841, cuando albergaba aproximadamente a 4,370 habitantes que se dedicaban a las labores del campo y el comercio, entre Acapulco y la Ciudad de México.
Durante la Revolución de Ayutla en 1854, la ciudad fue ocupada por las tropas de Antonio López de Santa Anna como cuartel general, en su intento de acallar dicha sublevación. Tras al fracaso de Santa Anna y su regreso a la Ciudad de México, las tropas del general Juan Álvarez Hurtado recuperaron la plaza.
Al erigirse el estado de Guerrero en 1849, Chilpancingo se incorporó como municipio dentro del distrito judicial de Guerrero debido a una epidemia que azotó a la población de la entonces capital, Tixtla de Guerrero.
En 1853, la ciudad de Chilpancingo fue instituida como capital provisional, debido a una epidemia que azotó a la entonces capital Tixtla. En 1870 Chilpancingo es declarada por el gobernador Francisco O. Arce como Residencia Accidental de los Poderes, debido a la oposición encabezada por el General Jiménez, quien tenía en su poder la sede oficial del gobierno que en ese entonces era Tixtla. Debido a esto, se integró otra Legislatura local reconocida por el Ejecutivo de la Unión, que decretó el asentamiento de los poderes en Chilpancingo. En 1871, la legislatura local acuerda el cambio de sede de la capital, de Tixtla a Chilpancingo y en 1872 se convierte también en "Cabecera Judicial de Bravo".
Durante el movimiento armado de 1910, Chilpancingo se vio convulsionado profundamente, por su carácter de ciudad capital concentrada a un sector social económicamente importante que se había visto favorecido de diversas maneras por el régimen Porfirista, por lo que tenía un carácter conservador, pero a la vez por su importancia político-administrativa era una plaza estratégica para los bandos en disputa.
Fue tomada por los maderistas, los zapatistas y por los carrancistas, quienes la conservaron hasta después del Congreso Constituyente. En 1919 el general Obregón encontró una amplia acogida en Chilpancingo a su exigencia de dimisión del presidente Carranza.
El gobierno federal reconoció la nueva sede de gobierno en donde se introdujo otra legislatura local. Un año después, en 1871, al lograr el gobierno del estado extinguir la lucha de Jiménez, la legislatura local determina cambiar en forma definitiva la sede de los poderes de Tixtla y establecer oficialmente a Chilpancingo como capital del estado y en 1872 se convirtió también en cabecera del distrito judicial de Bravo al crearse el mismo. El artículo 27 de la Constitución Estatal de Guerrero señala que:

"Se declara Ciudad Capital del Estado de Guerrero, y por tanto, asiento de los Poderes, a Chilpancingo de los Bravo. En ella deberán residir el Congreso, el Gobernador y el Tribunal Superior de Justicia, salvo los casos en que, por circunstancias graves o extraordinarias acuerde el Congreso del Estado trasladar la Capital a otro lugar, a iniciativa del Jefe del Ejecutivo."
Artículo 27. Constitución Política del Estado de Guerrero

### Revolución mexicana
Durante la Revolución mexicana, Chilpancingo se vio convulsionado profundamente, por su carácter de ciudad capital concentrada a un sector social económicamente importante que se había visto favorecido de diversas maneras por el régimen Porfirista, por lo que tenía un carácter conservador, pero a la vez por su importancia político-administrativa era una plaza estratégica para los bandos en disputa.
Además, fue escenario de los combates efectuados principalmente por las tropas de Emiliano Zapata contra las fuerzas federales de Porfirio Díaz, Francisco I. Madero, Victoriano Huerta y Venustiano Carranza. La más conocida fue la toma de Chilpancingo en 1914, en la cual Zapata venció al bastión más poderoso del ejército huertista en el sur del país.[cita requerida]
Fue tomada por los maderistas, los zapatistas y por los carrancistas, quienes la conservaron hasta después del Congreso Constituyente. En 1919 el general Obregón encontró una amplia acogida en Chilpancingo a su exigencia de dimisión del presidente Carranza.

### SigloXXyXXI

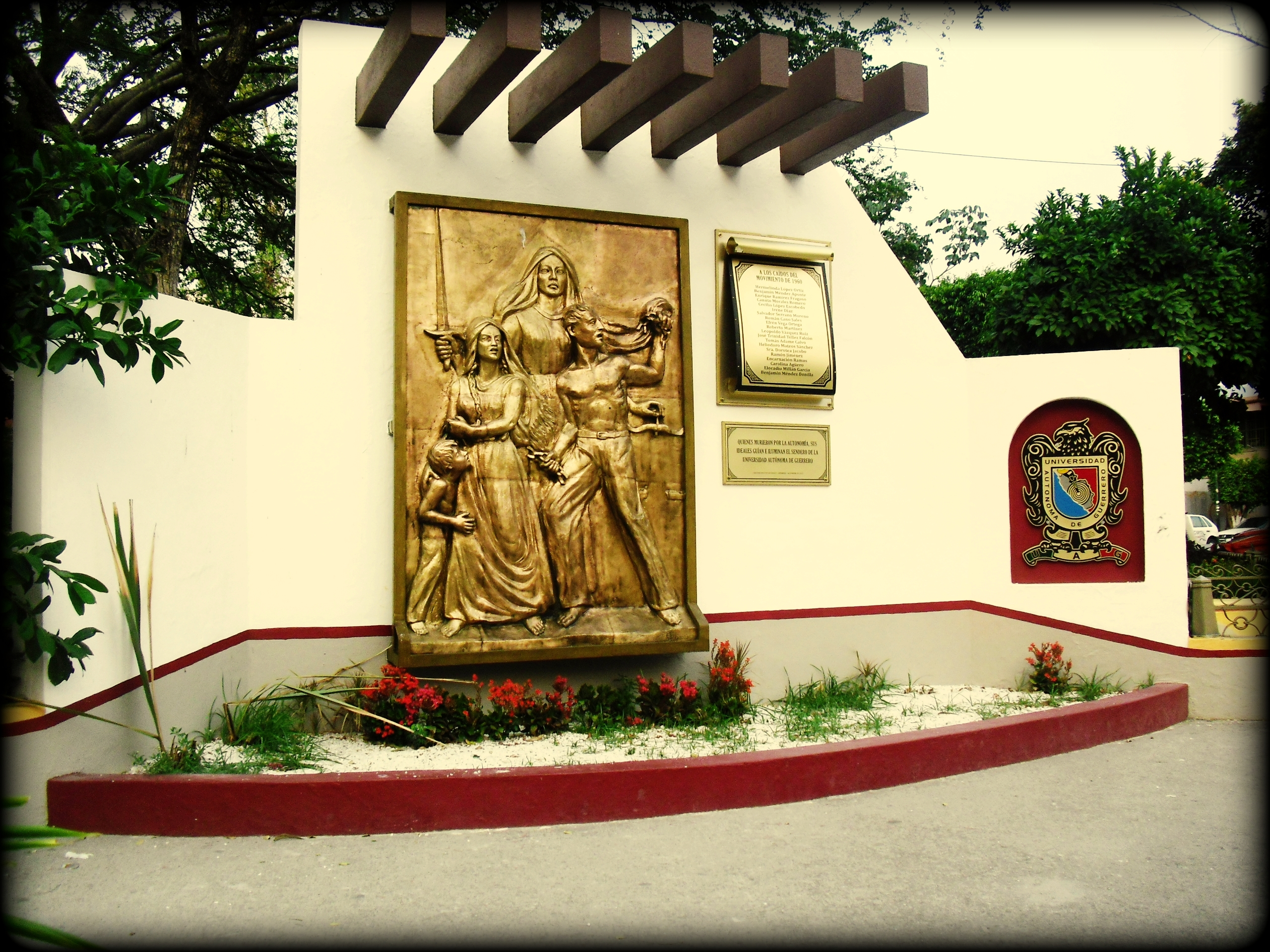
Conmemoración a los caídos en la matanza del 30 de diciembre de 1960.

En 1960, en la ciudad se realizó un movimiento estudiantil-popular que exigía la autonomía del entonces Colegio del Estado (hoy UAGro). Estas protestas llevaron a una huelga general a la institución y más tarde aglomeraron a distintas fuerzas y sectores sociales de la ciudad y el estado, todos con un objetivo principal, lograr la desaparición de los poderes en el estado en el gobierno en turno, del quien era titular el general Raúl Caballero Aburto.
Este movimiento culminó con una matanza de estudiantes planeada por el gobierno y ejecutada por soldados del ejército mexicano, y la caída del gobernador.

### Década de los 2010
Durante la década de los 2010 Chilpancingo dio cuenta de un gran testimonio en la formación como ciudad de ser apenas un municipio a ser una capital.
En el año 2013 se celebrarón los festejos por el Bicentenario al Primer Congreso de Anáhuac organizados por el entonces presidente municipal Mario Moreno Arcos y el Gobierno de la República, haciendo grandes obras y remodelaciones en la ciudad, así mismo se levantó un monumento ubicado en la avenida Insurgentes.
En ese mismo año 2 huracanes (Ingrid y Manuel) categoría 4 destrozaron la ciudad derribando infraestructura y pérdidas humanas dejando incomunicado a Chilpancingo y varios pueblos como Mochitlan, Tixtla, y Acapulco. 
En los años 2014/2015 en Chilpancingo los estudiantes (el movimiento estudiantil popular) nuevamente pidieron sin lograrlo la desaparición de poderes del Estado de Guerrero, por los hechos de impunidad que se presentaron con los 43 estudiantes desaparecidos forzosamente en Iguala, provenientes de la Escuela Normal Rural Raúl Isidro Burgos en Ayotzinapa, Guerrero. Lo que ocasionó que se hicieran protestas en la capital del estado tomando así la plaza Cívica Primer Congreso de Anáhuac.

## Geografía

### Clima
El tipo de clima existente en Chilpancingo es semicálido subhúmedo con lluvias en verano. A(c)W1 según la Clasificación climática de Köppen. Debido a su altitud (1 264 metros sobre el nivel del mar) su temperatura se considera semicálida, con una media de 21.9 °C. 
Este clima es afamado por Julio Verne en su novela Un drama en México, y por Alexander Von Humboldt en su Ensayo político sobre el reino de la Nueva España, mencionando el hermoso clima que habitan los indígenas de tierras templadas.
Debido a las horas de insolación la primavera es la estación más calurosa con máximas que pueden llegar a los 35 °C, siendo los meses más calurosos, abril, mayo y junio. Durante el verano ocurre el temporal de lluvias, que normalmente sucede de mayo a octubre, variando de 800 a 900 milímetros.
El otoño representa una bajada de las temperaturas máximas y mínimas llegando a estar entre 27° y 30° las máximas, y entre 13° y 17° las mínimas.
Desde finales de noviembre hasta febrero suceden las temperaturas más frías, siendo los meses invernales de diciembre y enero los más fríos del año. La estación tiene temperaturas mínimas de 10° a 14°, aunque en algunos días fríos del invierno ha bajado hasta los 6-8° grados Celsius.
La dirección del viento en las diferentes épocas del año en primavera de sur a este; en verano de sureste a norte y de norte a sur; en otoño de sureste a norte; en invierno de sureste a noreste.
| Parámetros climáticos promedio de Chilpancingo de los Bravo (1981-2010) (1,264 m s. n. m.) | Parámetros climáticos promedio de Chilpancingo de los Bravo (1981-2010) (1,264 m s. n. m.) | Parámetros climáticos promedio de Chilpancingo de los Bravo (1981-2010) (1,264 m s. n. m.) | Parámetros climáticos promedio de Chilpancingo de los Bravo (1981-2010) (1,264 m s. n. m.) | Parámetros climáticos promedio de Chilpancingo de los Bravo (1981-2010) (1,264 m s. n. m.) | Parámetros climáticos promedio de Chilpancingo de los Bravo (1981-2010) (1,264 m s. n. m.) | Parámetros climáticos promedio de Chilpancingo de los Bravo (1981-2010) (1,264 m s. n. m.) | Parámetros climáticos promedio de Chilpancingo de los Bravo (1981-2010) (1,264 m s. n. m.) | Parámetros climáticos promedio de Chilpancingo de los Bravo (1981-2010) (1,264 m s. n. m.) | Parámetros climáticos promedio de Chilpancingo de los Bravo (1981-2010) (1,264 m s. n. m.) | Parámetros climáticos promedio de Chilpancingo de los Bravo (1981-2010) (1,264 m s. n. m.) | Parámetros climáticos promedio de Chilpancingo de los Bravo (1981-2010) (1,264 m s. n. m.) | Parámetros climáticos promedio de Chilpancingo de los Bravo (1981-2010) (1,264 m s. n. m.) | Parámetros climáticos promedio de Chilpancingo de los Bravo (1981-2010) (1,264 m s. n. m.) |
| Mes                                                                                        | Ene.                                                                                       | Feb.                                                                                       | Mar.                                                                                       | Abr.                                                                                       | May.                                                                                       | Jun.                                                                                       | Jul.                                                                                       | Ago.                                                                                       | Sep.                                                                                       | Oct.                                                                                       | Nov.                                                                                       | Dic.                                                                                       | Anual                                                                                      |
| ------------------------------------------------------------------------------------------ | ------------------------------------------------------------------------------------------ | ------------------------------------------------------------------------------------------ | ------------------------------------------------------------------------------------------ | ------------------------------------------------------------------------------------------ | ------------------------------------------------------------------------------------------ | ------------------------------------------------------------------------------------------ | ------------------------------------------------------------------------------------------ | ------------------------------------------------------------------------------------------ | ------------------------------------------------------------------------------------------ | ------------------------------------------------------------------------------------------ | ------------------------------------------------------------------------------------------ | ------------------------------------------------------------------------------------------ | ------------------------------------------------------------------------------------------ |
| Temp. máx. abs. (°C)                                                                       | 32.5                                                                                       | 39.6                                                                                       | 38.5                                                                                       | 39.5                                                                                       | 38.2                                                                                       | 36.3                                                                                       | 35.7                                                                                       | 35.0                                                                                       | 34.0                                                                                       | 38.6                                                                                       | 39.5                                                                                       | 34.0                                                                                       | 39.6                                                                                       |
| Temp. máx. media (°C)                                                                      | 27.5                                                                                       | 29.6                                                                                       | 30.9                                                                                       | 32.5                                                                                       | 32.2                                                                                       | 30.2                                                                                       | 29.2                                                                                       | 29.5                                                                                       | 28.9                                                                                       | 29.8                                                                                       | 29.2                                                                                       | 27.5                                                                                       | 29.8                                                                                       |
| Temp. media (°C)                                                                           | 19.5                                                                                       | 21.1                                                                                       | 22.6                                                                                       | 24.2                                                                                       | 24.7                                                                                       | 24.1                                                                                       | 23.0                                                                                       | 23.3                                                                                       | 23.0                                                                                       | 22.8                                                                                       | 21.6                                                                                       | 19.9                                                                                       | 22.5                                                                                       |
| Temp. mín. media (°C)                                                                      | 11.4                                                                                       | 12.6                                                                                       | 14.3                                                                                       | 16.0                                                                                       | 17.3                                                                                       | 18.0                                                                                       | 16.8                                                                                       | 17.1                                                                                       | 17.1                                                                                       | 15.8                                                                                       | 14.0                                                                                       | 12.3                                                                                       | 15.2                                                                                       |
| Temp. mín. abs. (°C)                                                                       | 2.6                                                                                        | 0.5                                                                                        | 8.0                                                                                        | 10.0                                                                                       | 8.7                                                                                        | 3.4                                                                                        | 7.2                                                                                        | 6.9                                                                                        | 8.5                                                                                        | 6.0                                                                                        | 1.0                                                                                        | 0.8                                                                                        | 0.5                                                                                        |
| Lluvias (mm)                                                                               | 17.8                                                                                       | 3.1                                                                                        | 2.8                                                                                        | 17.2                                                                                       | 63.1                                                                                       | 162.4                                                                                      | 191.1                                                                                      | 152.7                                                                                      | 165.8                                                                                      | 78.1                                                                                       | 16.9                                                                                       | 2.8                                                                                        | 873                                                                                        |
| Días de lluvias (≥ )                                                                       | 1.4                                                                                        | 0.9                                                                                        | 0.6                                                                                        | 1.9                                                                                        | 6.6                                                                                        | 16.1                                                                                       | 21.1                                                                                       | 19.1                                                                                       | 18.3                                                                                       | 9.1                                                                                        | 2.0                                                                                        | 0.8                                                                                        | 97.8                                                                                       |
| Fuente: SMN Conagua                                                                        |                                                                                            |                                                                                            |                                                                                            |                                                                                            |                                                                                            |                                                                                            |                                                                                            |                                                                                            |                                                                                            |                                                                                            |                                                                                            |                                                                                            |                                                                                            |

### Hidrografía
Chilpancingo cuenta con los recursos hidrológicos de los ríos Papagayo; Huacapa, Ocotito, Zoyatepec, Jaleaca y otros de menor importancia; tiene dos sistemas hidrológicos (presas) una en la cabecera municipal a tres kilómetros aproximadamente, llamada del Cerrito Rico y otra en la localidad de Rincón de la Vía.

### Flora
La vegetación está compuesta por la selva baja caducifolia con especie de mezquite, huizache, cazahuate, cedro, eucalipto, jacarandas, cuya característica es de que todos o la mayoría de los árboles tiran sus hojas en tiempo de secas, también existen bosques de pino y encino, estos son de explotación forestal.

### Fauna
Su fauna es variada, podemos encontrar especies de: camaleón, tigrillo, tejón, champolillo, venado, iguana, conejo, alacrán, águila, gavilán, zopilote, garcilla, güilota, tórtola, masacuata, coralillo, víbora de cascabel, gallina de campo, chachalaca, paraíso, calandria, cardenal, ardilla, zorrillo, mapache, coyote, zorra, ratón, tlacuache, zanate, etcétera.

## Demografía

### Población

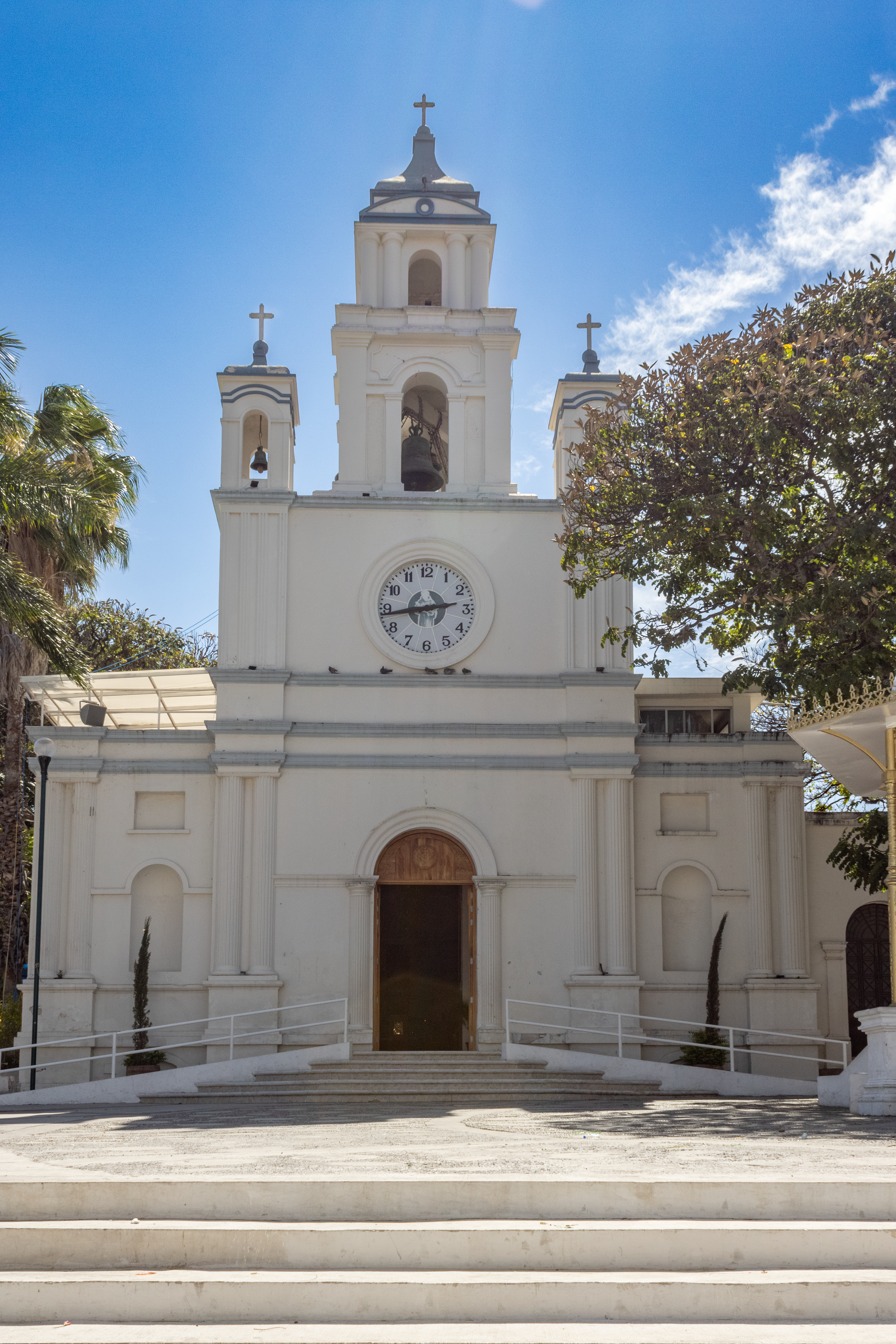
Iglesia de San Francisco.

Chilpancingo es la segunda ciudad más poblada del estado de Guerrero, solo superada por Acapulco de Juárez. Conforme a los resultados que arrojó el Censo de Población y Vivienda 2020 que llevó a cabo el Instituto Nacional de Estadística y Geografía (INEGI), la ciudad tenía hasta entonces una población total de 225,728 habitantes, de esa cantidad, 106,599 eran hombres y 119,129 mujeres. Es considerada la 72.ª ciudad más poblada de México. Además es la ciudad más poblada del municipio homónimo al representar el 77.47% por ciento de los 241,717 habitantes. En los conteos de 1995 se contabilizaron 123 475 personas, en el conteo de 2005 hubo un aumento de 16.8 % respecto al censo pasado con 166 796 personas.
Notas
      Fuente: Instituto Nacional de Estadística y Geografía 
- Censos de población (1895 - 1990, 2000 y 2010)[17]
- Conteos de Población (1995 y 2005)[17]

### Religión
En Chilpancingo existe un gran número de población que profesa alguna religión.
- Porcentaje de población que profesa la religión católica: 79,65%
- Porcentaje de población con religiones Protestantes, Evangélicas y Bíblicas: 12,36%
- Porcentaje de población con otras religiones: 0,18%
- Porcentaje de población atea o sin religión: 4,34%

### Población indígena
La población indígena de Chilpancingo es de apenas el 5,05% del total de habitantes, lo que lo convierte en uno de los municipios con menor porcentaje de cultura indígena.
- Porcentaje de población indígena: 5,05%
- Porcentaje de población (de más de 5 años) que habla una lengua indígena: 2,39%
- Porcentaje de población (de más de 5 años) que habla una lengua indígena y no habla español: 0,02%

## Gobierno

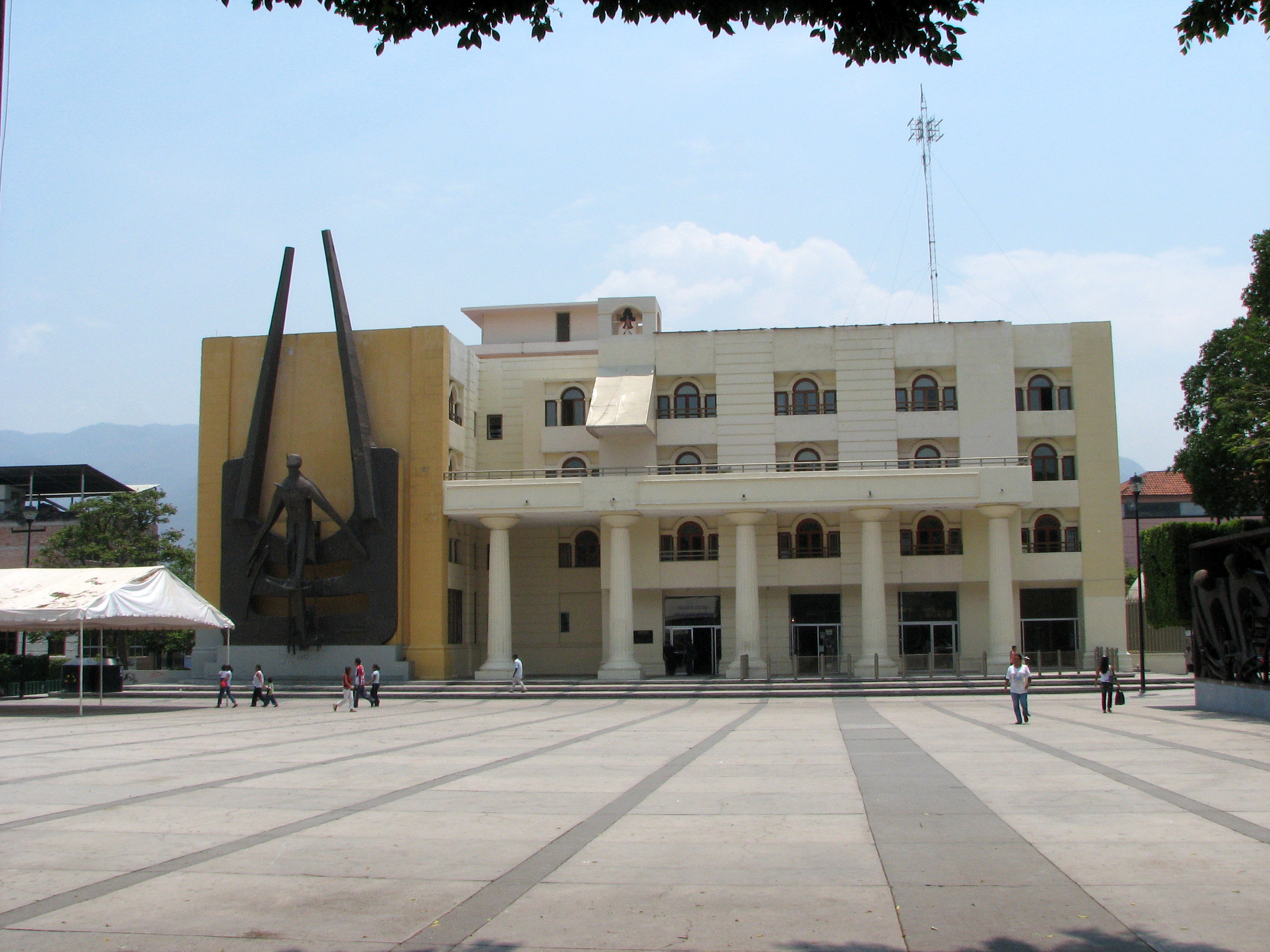
Edificio del Ayuntamiento.

### Administración municipal
Se conforma principalmente de: 
- Presidente municipal
- Dos síndicos procuradores
- Doce regidores

Las autoridades auxiliares del municipio que tienen su base en la ciudad. Algunos reglamentos son:
- Bando de policía y buen gobierno. (Actualizado y certificado en 2021)
- Reglamento interior del Ayuntamiento.
- Reglamento de panteones.
- Reglamento de alumbrado público.
- Reglamento de rastro.
- Reglamento de mercados.
- Reglamento de anuncios y fachadas.
- Reglamento de parquímetros.

### Representación legislativa
Para la elección de los Diputados locales al Congreso del Estado de Guerrero y de los Diputados federales a la Cámara de Diputados de México, Chilpancingo de los Bravo se encuentra integrado en los siguientes distritos electorales:

#### Local
| Distrito                               | Cabecera     | Diputado              | Secciones | Partido | Ref.   |
| -------------------------------------- | ------------ | --------------------- | --------- | ------- | ------ |
| Distrito electoral local 1 de Guerrero | Chilpancingo | Yesica Alejo Rayo     | 47        |         | [ 19 ] |
| Distrito electoral local 2 de Guerrero | Chilpancingo | Ricardo Castillo Peña | 57        |         | [ 19 ] |

#### Federal
| Distrito                                 | Cabecera     | Diputado               | Secciones | Partido | Ref.   |
| ---------------------------------------- | ------------ | ---------------------- | --------- | ------- | ------ |
| Distrito electoral federal 7 de Guerrero | Chilpancingo | Carlos Sánchez Barrios | 204       |         | [ 20 ] |

## La ciudad en la actualidad
Chilpancingo localizándose geográficamente en el centro del Estado de Guerrero y siendo la capital del mismo, cuenta en su territorio con los poderes estatales y oficinas gubernamentales. También al ser la capital del estado de Guerrero cuenta con la famosa "Casa Guerrero" residencia del gobernador del estado en turno. 
Su población local la conforma gente de todas partes del estado y del país que llegó y se estableció en la ciudad eligiéndola principalmente por su clima, ubicación y cercanía con otras ciudades del estado y del país.

## Turismo
Chilpancingo se conforma de cuatro barrios tradicionales, San Mateo, San Francisco, San Antonio y Santa Cruz, al que se suma el de Tequicorral que recibió tal carácter en años recientes, además de contar con más de trescientas colonias. Las actividades básicas en la ciudad son el comercio, la educación, administración y los servicios. La ciudad cuenta con varios atractivos turísticos principalmente históricos y naturales.
La ciudad es también conocida como el "Corazón de Guerrero", pues cuenta con una gran variedad de sitios dignos de visitar y recordar, pues a través de la historia nuestros héroes y pobladores se han encargado de darles la importancia que dichos sitios requieren. Los días martes, jueves y domingos en el zócalo se concentra la banda de música del Gobierno del Estado, para amenizar las tardes y llenar de momentos placenteros a la comunidad y a los visitantes. Los días jueves, se presenta el Grupo de Danzoneros de Chilpancingo, que se reúne a practicar danzón, dando una muestra de felicidad y buena actitud ante la vida.
Cada año se realiza la Feria de San Mateo Navidad y Año Nuevo, fiesta que data del siglo XIX y que se convirtió en una tradición ya fuertemente arraigada en la población. Se inaugura el domingo anterior al 24 de diciembre con el llamado Paseo del Pendón, el cual consiste en un desfile de música y danzas representativas del estado que recorre los barrios tradicionales de la ciudad. A la vanguardia de la procesión se encuentra una burrita adornada con flores y papeles de colores, que carga un par de barriles de mezcal el cual se reparte entre los asistentes y espectadores del festejo. Atrás de la burrita le siguen las autoridades de la ciudad y la Flor de Nochebuena, quien es la ganadora del certamen de belleza organizado anualmente. Además, una joven a caballo porta el Pendón, un estandarte alusivo a la feria, el cual fue creado por el pintor chilpancingueño Francisco Antonio Alarcón Tapia. Una vez que el desfile ha recorrido los barrios fundadores de la ciudad, se encamina hacia las instalaciones de la feria, donde se lleva a cabo el Porrazo de Tigres en la plaza de toros, concurso en el que miden sus fuerzas cinco varones, uno por cada barrio tradicional. Una vez declarado el ganador de ese concurso, la feria queda formalmente inaugurada, llegando a su conclusión el 6 de enero.

### Atractivos

#### Plaza Cívica Primer Congreso de Anáhuac
La Plaza Cívica Primer Congreso de Anáhuac es la plaza principal de la ciudad, en torno a la cual se sitúan diversos edificios emblemáticos, como la Catedral de Santa María de la Asunción, templo de importancia histórica al haberse instalado ahí el Primer Congreso de Anáhuac, que dio lugar a los conocidos como Sentimientos de la Nación. También "el museo regional de guerrero" lugar que han sido remodelado y abierto al público en base al estilo arquitectónico conocido como neoclásico;de igual manera puede visitarse las iglesias de los barrios San Mateo, San Francisco, San Antonio y santa cruz.  La época de mayor influencia turística son los meses de octubre, noviembre y diciembre.

#### Alameda Francisco Granados Maldonado
La Alameda Francisco Granados Maldonado es un parque ubicado en el centro de la ciudad, tiene 170 años de existencia y fue donado por el insurgente Nicolás Bravo Rueda. El 10 de noviembre de 1850 el insurgente donó parte de sus tierras para que Chilpancingo tuviera un espacio de recreación, inicialmente fue nombrada como Alameda del Chapitel. 
62 años después, el 2 de febrero de 1912, a propuesta del cabildo municipal se cambió el nombre a Francisco Alameda Granados Maldonado, por lo que fue remodelada y se inauguró oficialmente el 5 de mayo de ese año.
Fue nombrada así en honor a Francisco Granados Maldonado, dramaturgo, poeta, educador y abogado, quien fungió como director del Instituto Literario del Estado, primer antecedente de la Universidad Autónoma de Guerrero.
La Alameda Francisco Granados Maldonado es un parque recreativo con monumentos históricos como el dedicado a El Movimiento estudiantil-popular de 1960 en Chilpancingo.
El 14 de agosto de 2019 fue remodelada por el entonces alcalde capitalino, Antonio Gaspar Beltrán, en dicha remodelación se rehabilitaron 21 jardineras y más de 10 especies de plantas y árboles.

#### Grutas de Juxtlahuaca
Las Grutas de Juxtlahuaca están ubicadas a tan solo 11 km al sureste de Chilpancingo, tienen un recorrido de 1 km. También, si es aficionado de la espeleología, ciertas galerías de estas grutas formadas de piedra caliza tienen pasadizos, grietas y el nivel de dificultad necesario para poner a prueba sus destrezas.

#### Catedral de Santa María de la Asunción
La Catedral de Santa María de la Asunción es el templo principal de la ciudad. Ubicado en la zona centro. Su construcción se remonta a finales del siglo XVIII y comienzos del siglo XIX. Construido en estilo neoclásico. Su puerta de madera tiene grabados los relieves de los Generales José María Morelos, Nicolás Bravo y Vicente Guerrero, y el emblema nacional del águila devorando la serpiente. Ahí se instituyó el Primer Congreso de Anáhuac.
En este lugar, en el año de 1813, el general José María Morelos y Pavón instaló la sede del Congreso de Chilpancingo, donde dio a conocer el Acta de Independencia y el célebre documento conocido como los Sentimientos de la Nación.

#### Zoológico Zoochilpan
El Zoológico Zoochilpan cuenta con todos los servicios y exhibiciones debidos, es decir, en él encontramos especies locales como puma, jaguar y monstruo de gila; además de animales exóticos como el ñu o antílope africano, el watusi y el mono aullador, cuyas cuerdas vocales son tan potentes, que sus gritos pueden ser escuchados a 4 km a la redonda; también cuenta con un acuario, un herpetario, así como exposiciones temporales artísticas.

#### Monumentos
Monumento al general Nicolás Bravo; a Vicente Guerrero; a Hermenegildo Galeana; a Rubén Mora; a los mártires del 60; al general Lázaro Cárdenas; al general Juan Álvarez; a Morelos; monumento a las Américas; busto del músico y poeta Margarito Damián Vargas, casa donde se hospedó Álvaro Obregón además de incontables estatuas y monumentos en la plaza central como a José María Morelos y Pavón, Nicolás Bravo, Vicente Guerrero Saldaña y a Juan N. Álvarez, etc.

## Cultura y Arte

### Monumentos históricos
Chilpancingo cuenta con algunos bienes muebles o inmuebles protegidos como patrimonio de la Nación, y están declarados como tales en el Registro Público de Monumentos y Zonas Arqueológicos del INAH, de acuerdo a la Ley Federal sobre Monumentos y Zonas Arqueológicos, Artísticos e Históricos de México.

#### Arquitectura civil
- Museo Regional de Guerrero, es un edificio construido en el año de 1902, durante el gobierno del presidente Porfirio Díaz. Fungió como palacio de Gobierno del Estado de Guerrero hasta 1972; palacio municipal, hasta 1985 y en 1986 fue declarado Monumento Histórico, un año después se inauguró en sus instalaciones el Museo Regional de Guerrero, que continúa en funciones.[30]

- Palacio de la Cultura, edificio de estilo neoclásico construido a mediados de la década de los 80s para albergar al H. Ayuntamiento de Chilpancingo y que entre 2004 y 2005 el entonces gobernador del estado René Juárez Cisneros, cambió las oficinas del gobierno estatal y determinó que el edificio se destinará a ser Palacio de la Cultura. En 2005 se determinó readecuar el Palacio habilitándolo con cinco galerías en la primera planta. Estas galerías se destinaron a exponer a pintores que comienzan, otra, para quiénes han destacado a nivel estatal y otra a nivel nacional, así como una dedicada a exposiciones infantiles.[31]

#### Arquitectura religiosa

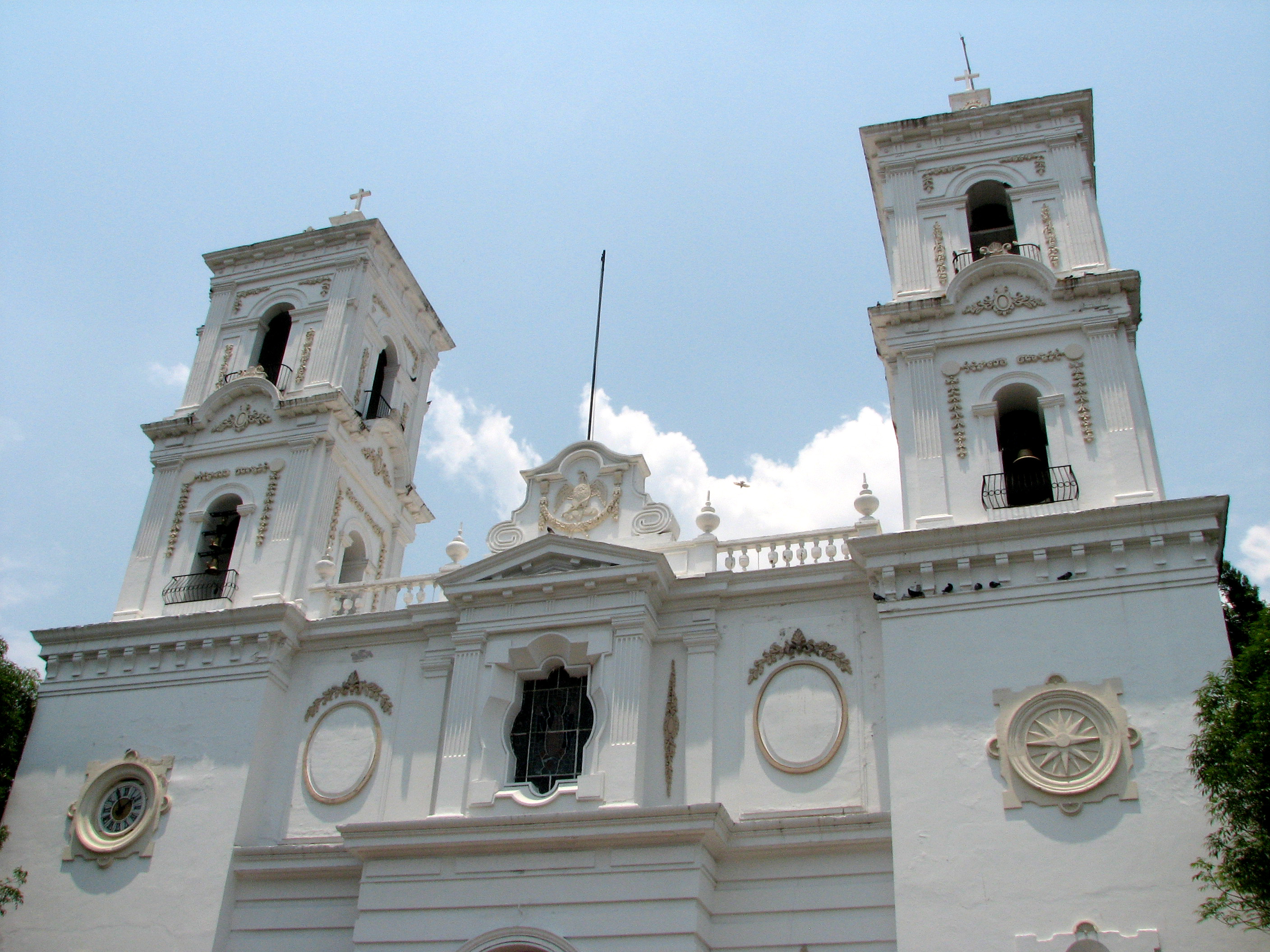
Catedral de Chilpancingo.

- Catedral Metropolitana de Chilpancingo, es el templo principal de la ciudad, está consagrada a la virgen María en su advocación de Santa María de la Asunción y desde hace algunos años es la sede episcopal de la diócesis. Está localizada en la zona centro, dentro del complejo arquitectónico e histórico que ocupa la plaza cívica "Primer Congreso de Anáhuac".y del centro histórico de Chilpancingo de los Bravo Su construcción se ubica a finales del siglo XVIII y comienzos del siglo XIX. Construido al estilo neoclásico, consta de una sola nave. La portada principal, de dos cuerpos y remate, de forma tablereada. El primero, muestra un almohadillado, sin columnas, y el arco de acceso; el segundo cuerpo resalta por la ventana del coro, enmarcada por dos columnas cuadradas de orden toscano, a los lados de éstas se ubican dos grandes medallones. Los arcos del segundo cuerpo sostienen un frontón de forma triangular. Encima de este, se encuentra un remate con la imagen del águila del escudo imperial de Iturbide.[32]

### Monumentos arqueológicos
Los monumentos arqueológicos son bienes muebles o inmuebles en territorio mexicano producto de culturas anteriores al establecimiento de la hispánica.
- Tehuacalco fue un señorío que fungió como un centro ceremonial de culto al Sol, a los cerros y al agua. Sus antecedentes datan desde el 800 a. C. cuando la localidad se vuelve centro de atención de rituales ante la gran cantidad de cuevas, manantiales y promontorios naturales de granito donde se iban a colocar ofrendas destinadas a las deidades agrícolas de la fertilidad.[33] Así, hacia el año 650 d. C. comienzan a edificarse las grandes estructuras de Tehuacalco. En torno a una gran plaza son construidos El Palacio, el Templo Principal en la Encinera, el Conjunto Solar y múltiples estructuras cuya arquitectura y nociones rituales se verían enriquecidas hacía el año 1000 d. C. con una fuerte influencia tolteca que configuró el centro ceremonial como lo conocemos hoy en día, con la materialización del culto al Sol y a los cerros, al fuego y al agua, al rayo y a la piedra, denotado reiterativamente en la arquitectura, los alineamientos visuales, marcadores, la imitación a las cimas sagradas y la iconografía.[34]
- Teopantecuanitlán es un sitio arqueológico del estado mexicano de Guerrero. Se ubica en la cuenca alta del río Balsas-Atoyac. Su nombre proviene de los vocablos nahuas teopan=templo sagrado, tecuani=fiera salvaje y tlan=sufijo de lugar, de donde su significado es Lugar del templo sagrado de las fieras. Teopantecuanitlán es parte de un conjunto de asentamientos olmecas localizados fuera del área nuclear de esa cultura, localizada en la costa meridional del golfo de México. Fue ocupada en el segundo milenio antes de Cristo, y probablemente era un puesto de control de las redes de comercio entre el Golfo y Occidente de Mesoamérica. En Teopantecuanitlán se han encontrado restos de lapidaria y cerámica con un claro estilo Olmeca, se encuentra en el estado de Guerrero, al sur de la República Mexicana, cerca de Copalillo por una distancia de 20 km. El sitio se encuentra a unos ocho kilómetros de distancia de la confluencia de los ríos Amacuzac y Mezcala, en una posición estratégica para el comercio y el tránsito entre el Altiplano y la costa del océano Pacífico. El sitio arqueológico ocupa alrededor de 200 hectáreas y se ubica al pie de una gran montaña.

### Museos

#### Museo Regional de Guerrero
El Museo Regional de Guerrero construido en estilo neoclásico en cuyo centro se levanta una fuente de cantera y, en sus muros, los magistrales murales de los maestros Roberto Cueva del Río y Luis Arenal, en este museo compuesto de 3 salas de exhibición que albergado el antiguo palacio municipal, el edificio es parte del recorrido turístico por el centro de la ciudad.

#### Museo interactivo La Avispa
El Museo interactivo La Avispa es uno de los cuatro museos interactivos del país es el Museo La Avispa o Museo del Niño. La ciencia y la tecnología se conjugan en las instalaciones de este moderno museo para que, a través de divertidos e interesantes juegos, chicos y grandes aprendan mejor.

#### Museo Universitario José Juárez
El 7 de diciembre de 2012 la Universidad Autónoma de Guerrero inauguró un centro cultural llamado Museo José Juárez, luego de que recibió la donación del inmueble homónimo, se trata de una casona de estilo colonial que perteneció a la familia Mesa Andraca. El espacio comprende una sala permanente que alberga una colección de pinturas pertenecientes al donante, una sala de exposiciones temporales, librería, oficinas directivas y un patio central llamado "Ascensión Villegas Arrizón" en honor al rector universitario que inició el proyecto. Se ubica en el andador peatonal Emiliano Zapata no. 21 en el centro de la ciudad.

#### Complejo Cultural Guerrero
El Complejo Cultural Guerrero (antigua Residencia Oficial Casa Guerrero) es un centro de recreación cultural con teatro al aire libre, mediateca, fonoteca, ludoteca; también un planetario en honor al primer cosmonauta mexicano, Rodolfo Neri Vela; cuenta con una Unidad de Manejo Ambiental para la fauna que habitaba en Casa Guerrero –principalmente venados y pavorreales, un globo aerostático, juegos infantiles, área de exposición de la cultura Mezcala y un arco falso Olmeca, jardín botánico, casa y granja ecológica y circuitos peatonales.

## Fiestas y tradiciones
Feria de San Mateo, Navidad y Año Nuevo y Paseo del Pendón

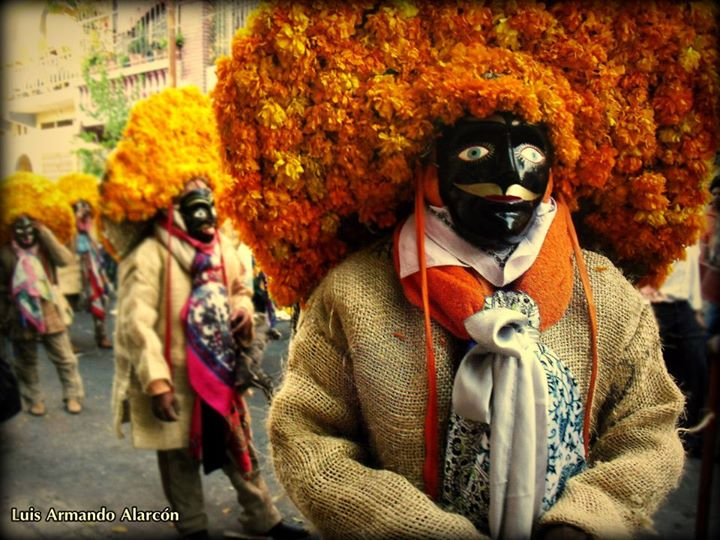
Danza de los Tlacololeros

En Chilpancingo se realiza la Feria de San Mateo Navidad y Año Nuevo, que data del siglo XIX. Como acto inaugural de la feria, se lleva a cabo el Paseo del Pendón el domingo anterior al 24 de diciembre. Este paseo se trata de un desfile lleno de colorido, música y danza que recorre las principales calles de la ciudad. A la vanguardia de esta pintoresca procesión llevan un estandarte que identifica la feria. El Estandarte del Pendón fue creado por el pintor chilpancingueño Francisco Antonio Alarcón Tapia. Lo porta una joven vestida con traje charro, montada a caballo. Otra dama con vestido similar va a su lado, también montada a caballo, portando el escudo de Chilpancingo; lleva la puya y las jarillas, símbolo de la fiesta que se realiza cada 25 de diciembre. El orden que sigue el desfile es: patrulla, sonido, burrita cargando castañas con mezcal, Estandarte del Pendón, Estandarte del Escudo de Chilpancingo, música de viento, manta tradicional del Paseo del Pendón, Señorita Flor de Nochebuena. Siguiendo a la Señorita, viene la comitiva compuesta por el gobernador del estado en turno, el presidente municipal, el Patronato de la Feria, invitados especiales de los tres poderes de gobierno, la Banda de Música del estado, mayordomía, Comité de Desarrollo, banda de música y danzas, los barrios de San Mateo, San Antonio, San Francisco, Santa Cruz y Tequicorral, llevando más de 100 danzas invitadas, representantes de las siete regiones del estado, con duración de cuatro horas, aproximadamente, con el itinerario siguiente: jardín de San Mateo, calles: Hidalgo, Cinco de Mayo, Galo Soberón y Parra, avenida Juárez, Ignacio Ramírez, Colón, avenida Miguel Alemán, Antonia Nava de Catalán, Altamirano y Heroínas del Sur, hasta llegar a la plaza Belisario Arteaga, para disfrutar el famoso “porrazo del tigre”.

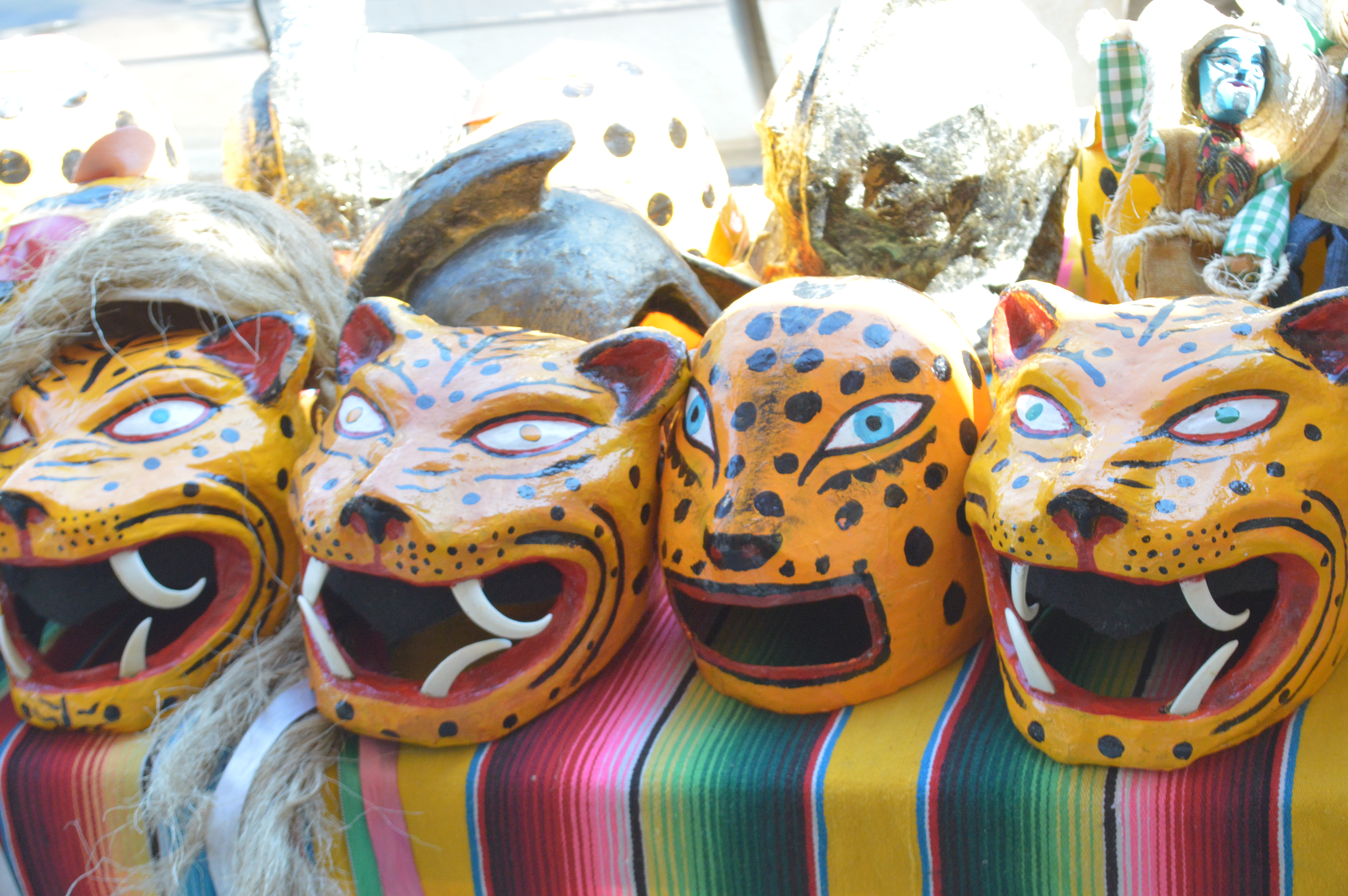
Máscaras de Tigre, danza de los Tlacololeros.

El llamado Paseo del Pendón o Teopancalaquis (del náhuatl teopan que significa templo y calaquis entrada; es la entrada de danzantes al templo celebrando el nacimiento de Jesús), es una de las fiestas populares más esperadas por todos los habitantes, tanto de esta ciudad capital como de varias regiones del estado. El primer Paseo del Pendón se llevó a cabo en el año de 1825 y desde entonces cada segundo domingo del mes de diciembre infinidad de danzas regionales desfilan con sus trajes regionales por las calles de Chilpancingo con el fin de anunciar el inicio de la feria de Navidad y año nuevo del barrio de San Mateo. Con un recorrido de 4,5 km, empezando en el barrio de San Mateo, las principales danzas representativas de las siete regiones del estado (Tlacoloreros, Los Pescados, Los Moros, Los Chinelos, Los Diablos, Los Manueles) bailan recorriendo los cinco barrios de la ciudad y las principales avenidas.
"Es una forma que tienen a través de sus danzas de adorar al niño Dios y sobre todo de celebrar el nacimiento de Jesús"[cita requerida]. Es la forma que tienen los Chilpancinguenses de expresar la gratitud por el año que pasó y festejar la Navidad. Año con año, se tiene la tradición de realizar una petición especial entre los participantes de la misma; en el 2013, se pidió por la reconstrucción de Chilpancingo, la cual fue azotada por las lluvias en septiembre de este mismo año.

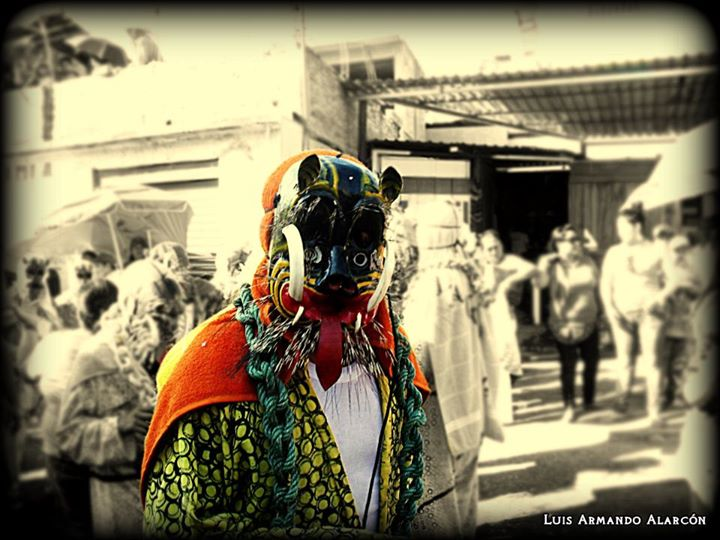
Tigre (jaguar) de las danzas guerrerenses

Varios compositores, le han dedicado poemas a esta tradicional feria; uno de ellos es el Costachiquense Rubén Mora Gutiérrez, en 1939, compuso “Canto Criollo” dedicado a la feria de Chilpancingo: “Feria de luz y Alegría, morena feria de amor, morena por tu color, morena porque eres mía….”
Los barrios tradicionales son cinco. El primer barrio de la ciudad es San Mateo; inmediatamente después de haberse trazado el centro, se trazó este primer asentamiento. Le siguen San Antonio, San Francisco, Santa Cruz. Recientemente, a partir de 2004, se le otorga el título de «barrio tradicional» a un antiguo terreno, anexo al barrio de San Francisco, llamado barrio de Tequicorral. Cada barrio cuenta con diferentes danzas y bandas de música de viento, llamadas «bandas de chile frito», que son las encargadas de alegrar el evento.
Los habitantes de Chilpancingo acostumbran salir de sus casa y unirse al recorrido, que dura alrededor de ocho horas y culmina en la plaza de toros con el «porrazo del tigre». El «porrazo del tigre» es la clausura del evento. En él participan un representante de cada barrio para simular una pelea física; el vencedor es el tigre representante de la feria de ese año. Los participantes visten un traje de jaguar, ya que es el animal representativo del evento. La Feria de San Mateo Navidad y Año Nuevo, con 187 años de tradición, es la primera feria de México y, por ende, la más antigua de todo el país. Dentro de los festejos se lleva a cabo el certamen «Señorita Flor de Noche Buena», donde cada uno de los barrios tradicionales elige a su representante; guapas señoritas ansían ser la representante de su barrio, para así participar en la gran final y, de resultar ganadora, podrá ostentar el preciado título de «Señorita Flor de Noche Buena», representante de la belleza chilpancingueña por un periodo de un año.

### Fiestas Culturales y Tradicionales

#### Fiestas patronales de los 5 Barrios Tradicionales
Son populares en la ciudad, el festejo de las fiestas patronales de los cinco barrios que comprenden el centro capitalino, la fiesta inicia un día antes con la llamada "Cuelga" en la cual los habitantes de cada barrio, encabezados por su párroco, acompañado de su mayordomia o consejos pastorales, y la representante de la belleza femenina quien porta orgullosamente el estandarte alusivo al santo patrón de su respectivo barrio, salen de su parroquia rumbo a la catedral, el contingente avanza llevando cadenas de cempasúchitl, velas, danzas tradicionales, toritos de bengala y bandas de música de viento. Al llegar al frente de la catedral, dentro de la plaza cívica, se lleva a cabo el llamado "Encuentro de barrios" en el cual se da el intercambio de cadenas de cempasúchitl de un barrio a otro, colgándoles éstas al cuello del vecino del barrio festejado. Después se da una serie de vivas al barrio festejado primordialmente y a todos los barrios en conjunto, evocando al santo patrón de cada uno. Terminado esto, se inicia un recorrido por las calles de la ciudad que culmina en el atrio de la parroquia del barrio festejado, para después ofrecer una misa de acción de gracias llamada "Eucaristía por la hermandad de los barrios".
Calendario de Fiestas Patronales en Chilpancingo
- Barrio de Santa Cruz - 3 de mayo
- Barrio de San Antonio - 13 de junio
- Barrio de Tequicorral - 8 de septiembre
- Barrio de San Mateo - 21 de septiembre
- Barrio de San Francisco - 4 de octubre

No se tiene un dato preciso de cuando iniciaron las llamadas "Cuelgas", pero se tiene un antecedente que explica que esto se generó en la década de 1940, a partir de la iniciativa del sacerdote Agustín M. Díaz en aquella época párroco de la catedral de la Asunción, quien enterado de la rivalidad entre los vecinos de cada barrio, instituyó esta tradición con la finalidad de lograr la sana y pacífica convivencia de todos los habitantes de los barrios tradicionales.

### Tradiciones

#### Jueves de Danzón
Se lleva a cabo los jueves de cada semana y consiste en un baile popular en el que, como su nombre lo indica, las parejas se reúnen en punto de las seis de la tarde en lo que fue el jardín Cuéllar (hoy plaza cívica Primer Congreso de Anáhuac) y bailan este popular género musical, al pie del kiosco central, dentro del cual la banda de música del Gobierno del Estado de Guerrero, ejecuta los temas más populares de este ritmo de origen cubano, pero muy fuertemente adoptado por México. Este evento es organizado por el grupo cultural "Danzoneros de Chilpancingo" y fue fundado el 20 de mayo de 2004.

#### Festival del Pozole y el Mezcal
Nace en el año 2006 se realiza en el mes de mayo, en las fechas cercanas al Día de las Madres, con una duración de 4 días, es una festividad que busca promover la economía local de empresarios restauranteros del ramo de pozolerías y productores de mezcal, así como fomentar la tradición gastronómica que distingue a Chilpancingo, el Festival inicia con un recorrido llamado Huentli (nombre en náhuatl que significa: ofrenda o regalo) engalanado por las danzas regionales y música de viento, los chilpancingueños, visitantes y danzantes caminan por las principales calles de la ciudad hasta llegar a las instalaciones de la Feria de San Mateo, Navidad y Año Nuevo, lugar donde se realiza esta feria gastronómica.

## Gastronomía
Guerrero es uno de los estados de la República mexicana más ricos en cuestión de gastronomía. Uno de los platillos que son distintivos del estado de Guerrero, pero en especial de su capital, Chilpancingo, es el pozole. Cabe destacar que a diferencia de otros estados, el color del mismo es blanco o verde y no rojo. Es acostumbrado que los días jueves por la tarde se come pozole, regularmente acompañado con chiles capones, que no son más que chiles jalapeños rellenos de queso y crema criollos o requesón, también se puede hacer acompañado con chicharrón o tostadas y antojitos dentro de los cuales destacan las tostadas de pollo, tinga o chorizo con papa, patitas a la vinagreta, chalupas, tacos de pollo que son servidos con una salsa verde preparada con consomé de pollo y no puede faltar como acompañante el famoso mezcal guerrerense. Es necesario comentar que el sabor del pozole varía de acuerdo al lugar de consumo. Es diferente su sabor si es consumido en casa, o en un restaurante o bien una fonda, esto se debe a que cada lugar tiene su forma de prepararlo así como diferentes ingredientes.
Por otro lado, el platillo distinguido y tradicional de los días domingos es el mole verde y el mole rojo acompañado con los deliciosos “tamales nejos”, que son elaborados con maíz nixtamalizado a base de ceniza, cal y agua; por muy extraño que suene, la ceniza es la que le da el sabor especial y único. En ocasiones el mole es preparado con carne de iguana, aunque existen ciertas fechas de veda, para la protección de la especie.
Otro platillo tradicional que se prepara en cualquier época del año es el elopozole, que es un platillo a base de granos de elote cocidos pero sin dejar que reviente como en el caso del pozole, servido en caldillo de chile guajillo, con verduras y espinazo de puerco. También es típica la barbacoa de cabeza de res, sin olvidar el tradicional té de toronjil con semita de piloncillo o requesón.

## Transporte

### Vías de transporte

#### Autopistas

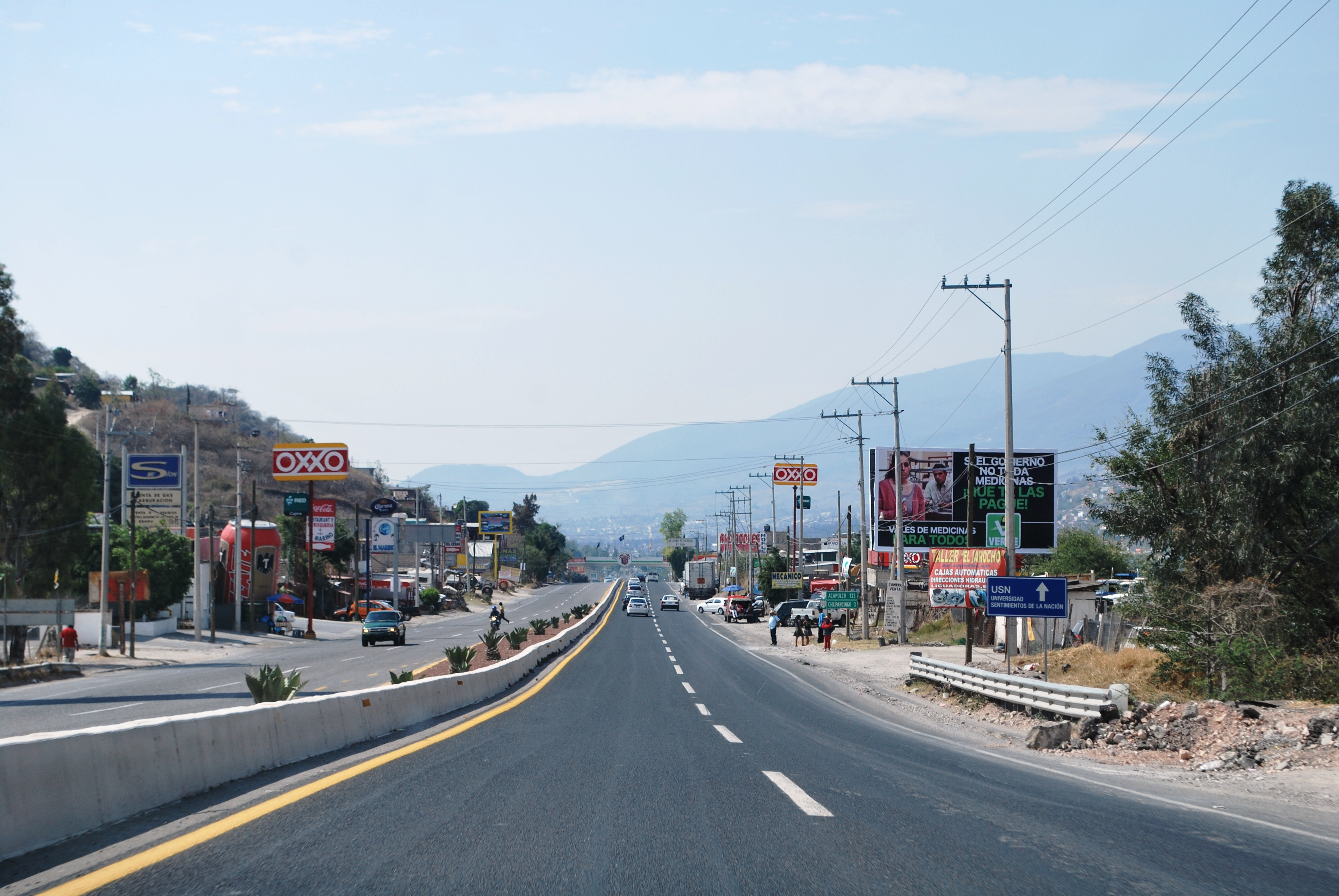
Autopista del Sol en Chilpancingo

- Autopista Cuernavaca - Chilpancingo (Autopista del Sol), 262.580 km

La autopista Cuernavaca-Acapulco o carretera federal 95D, más conocida como la Autopista del Sol, es una autopista de peaje que, junto con la autopista México-Cuernavaca, comunica a Ciudad de México con el puerto de Acapulco, Guerrero, en dirección norte-sur. En conjunto, estas dos autopistas sirven como una vía de peaje paralela a la carretera federal 95 (México-Acapulco).
- Carretera Federal 95 (México-Acapulco), 400 km

La carretera federal 95, conocida como la carretera México-Acapulco, es una carretera federal mexicana que comunica a la Ciudad de México con el puerto de Acapulco, Guerrero. Paralela a esta carretera y como vía de peaje, corre la carretera federal 95D, conocida también como la Autopista del Sol de Cuernavaca a Acapulco. Dentro de todo su trayecto pasa por cinco plazas de cobro y sólo cruza como vía rápida las ciudades de Cuernavaca y Chilpancingo.
- Carretera Federal México 93 (Chilpancingo - Tlapa)

#### Aeropuerto
- El Aeropuerto Nacional de Chilpancingo, es un aeródromo el cual es utilizado principalmente por la aviación general mediante un Cessna 208, ya que actualmente no existen compañías aéreas nacionales que operen en el aeropuerto.[39]

### Medios de transporte

#### Taxis
En Chilpancingo circulan alrededor de 811 taxis particulares rojos y blancos, con una tarifa mínima que ronda los 60,70 y 80 pesos.
En 2022 por iniciativa de la gobernadora Evelyn Salgado Pineda se incorporaron taxis violeta como medida de seguridad por la violencia de género en la ciudad.

#### Urvans
En lo que concierne a urbans en el informe de la Comisión Técnica de Transporte se indica que en la capital operan 400 unidades; así como 245 camionetas del servicio mixto doméstico y del servicio mixto de ruta.
No obstante, en febrero de 2024 fue suspendido el servicio de éstas, debido a los asesinatos a múltiples transportistas, mostrando así la ingobernabilidad que tienen la ciudad, el estado de Guerrero y el país.
Calles, avenidas y bulevares
Bulevar Lic. René Juárez Cisneros 
Bulevar Gral. Vicente Guerrero
Av. Lázaro Cárdenas
Av. De la Juventud
Av. Juan N. Álvarez
Av. Presidente Miguel Alemán
Av. Insurgentes
Av. Presidente Benito Juárez

## Comunicaciones

### Estaciones de televisión
| Canal/canal virtual | Estación   | Nombre                        | Potencia (kW) | Grupo televisivo / Dependencia |
| ------------------- | ---------- | ----------------------------- | ------------- | ------------------------------ |
| 20/2.1              | XHCK-TDT   | Las Estrellas                 | 50            | Televisa                       |
| 20/2.2              | XHCK-TDT   | foro TV                       | 50            | Televisa                       |
| 24/1.1              | XHCER-TDT  | Azteca Uno                    | 17            | Televisión Azteca              |
| 24/1.2              | XHCER-TDT  | Adn 40                        | 17            | Televisión Azteca              |
| 25/3.1              | XHCTCP-TDT | Imagen Televisión             | 20            | Grupo Imagen                   |
| 25/3.4              | XHCTCP-TDT | Excélsior TV/Imagen Multicast | 20            | Grupo Imagen                   |
| 28/7.1              | XHCHL-TDT  | Azteca 7                      | 17            | Televisión Azteca              |
| 28/7.2              | XHCHL-TDT  | a+                            | 17            | Azteca Guerrero                |
| 34/5.1              | XHCHN-TDT  | Canal 5                       | 50            | Televimex                      |
| 34/5.2              | XHCHN-TDT  | Nu9ve                         | 50            | Televimex                      |
| 35/4.1              | XHHCG-TDT  | RTG                           | 0.4349        | Radio y Televisión de Guerrero |

### Radio
| Frecuencia kHz | Estación  | Nombre                         | Potencia kW       | Operador                       |
| 680 kHz        | XECHG-AM  | Super + 102.7 FM               | 5.0d / 2.5n Watts | Grupo Audiorama Comunicaciones |
| 870 kHz        | XEGRO-AM  | RTG 870 AM                     | 1.0d Watts        | Radio y Televisión de Guerrero |
| 1160 kHz       | XECSEF-AM | Próximamente                   | Estación Clase B  | Concesión Social               |
| 1580 kHz       | XELI-AM   | El Heraldo Radio + 94.7 FM     | 1.0d/ 0.25n Watts | El Heraldo de México           |
| 92.5 MHz       | XHPCHI-FM | Arre en Acustik (Próximamente) | 25.000 Watts      | Grupo Acustik                  |
| 94.7 MHz       | XHLI-FM   | El Heraldo Radio + 1580 AM     | 2778 Watts        | El Heraldo de México           |
| 97.1 MHz       | XHCHH-FM  | Lokura FM                      | 1000 Watts        | Capital Media                  |
| 98.1 MHz       | XHPCPG-FM | Imagen Radio Chilpancingo      | 20.000 Watts      | Grupo Imagen                   |
| 99.7 MHz       | XHEPI-FM  | La Bestia Grupera              | 3.000 Watts       | Grupo Audiorama Comunicaciones |
| 102.7 MHz      | XHCHG-FM  | Super + 680 AM                 | 3.000 Watts       | Grupo Audiorama Comunicaciones |
| 104.3 MHz      | XHCSBI-FM | Radio Restauración             | 2380 Watts        | Concesión Social               |
| 105.1 MHz      | XHEZUM-FM | Radio Cañón                    | 25.000 Watts      | NTR Medios De Comunicación     |
| 107.9 MHz      | XHSCAS-FM | Digital (Próximamente)         | 1850 Watts        | Concesión Social Comunitaria   |

## Educación

### Instituciones de nivel superior

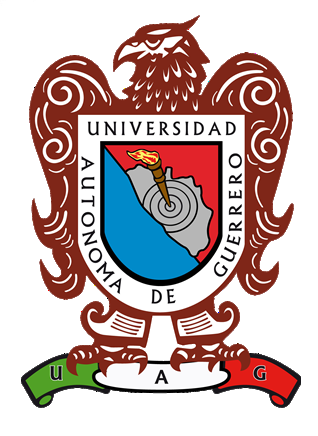
Escudo de la UAGro.

Con relación a la educación profesional de carácter público impartida en la ciudad, en Chilpancingo se encuentran diez unidades académicas de la Universidad Autónoma de Guerrero, éstas son: Ciencias de la Educación, Arquitectura y Urbanismo, Enfermería (n.º 1), Filosofía y Letras, Ingeniería, Matemáticas, Derecho, Ciencias Económicas, Ciencias Químico Biológicas, Ciencias Naturales y Ciencias de la Comunicación. Otra institución pública de importancia en dicho rubro es el Instituto Tecnológico de Chilpancingo, establecido en 1984, en él se ofrecen las carreras de Ingeniería en Sistemas Computacionales, Ingeniería en Gestión Empresarial e Ingeniería Civil, así como licenciaturas en Contaduría, Informática y Contador Público.
En relación con escuelas preparatorias de la DGETI cuenta con:
- Centro de Estudios Tecnológicos industrial y de servicios No.135 "Nicolás Bravo"

- Centro de Bachillerato Tecnológico industrial y de servicios N.º 134 "Nicolás Catalán"

Otras escuelas
- CONALEP Plantel 113

| En el sector privado, las principales instituciones de nivel superior establecidas en la ciudad son: - Universidad Americana de Acapulco, campus Chilpancingo. - Centro de Estudios Superiores Guerrero - Universidad Sentimientos de la Nación - Instituto de Sistemas y Estudios Técnicos en Informática (ISETI) - Instituto Universitario del Sur - Centro de Idiomas Extranjeros Ignacio Manuel Altamirano (CIEX) - Colegio Mayor de San Carlos - El Colegio de Guerrero - Colegio Simón Bolívar de Chilpancingo - Instituto de Estudios Superiores Windsor - Instituto de Formación y Capacitación Policial de Guerrero - Instituto Tecnológico de la Construcción - Centro Universitario Multidisciplinario de Guerrero - Club de Matemáticas Lobatchewsky | En el sector Público son: - Universidad Autónoma de Guerrero (UAGRO) - Universidad Pedagógica Nacional (UPN) - Instituto Tecnológico de Chilpancingo |

## Hermanamientos
La ciudad de Chilpancingo está hermanada con:
| - Pleasant Hill, Estados Unidos, (1972) - Huajuapan de León, México, (1979) - Tlaxcala, México, (2010) - Boca del Río, México, (2012) - Guanajuato, México, (2013) - Xalapa, México, (2013) - Morelia, México, (2013) | - Oaxaca, México, (2013) - Cuautla, México, (2014) - Apatzingán, México, (2018) - Ario, México, (2018) - Lynnwood, Estados Unidos, (2020) - Iguala, México, (2023) |